# 霍奇斯山
54°16′S 36°32′W / 54.267°S 36.533°W
霍奇斯山（英語：Mount Hodges），是南極洲的山峰，位於南喬治亞島，處於杜塞山以西2公里，海拔高度605米，由瑞典探險隊測量，現時由英國海外領土管轄。